# Antoine Forqueray

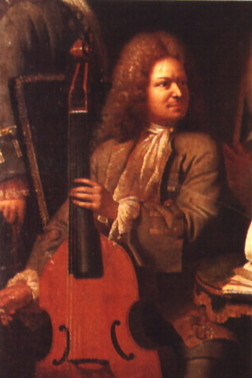
Possibile ritratto di Antoine Forqueray, particolare di Réunion de musiciens di André Bouys

Antoine Forqueray /ɑ̃ˈtwan fɔʁkəˈʁɛ/ (Parigi, settembre 1672 – Mantes-la-Jolie, 28 giugno 1745) è stato un compositore, clavicembalista e gambista francese.

## Biografia
Nato a Parigi nel 1672, Antoine Forqueray fu il più noto di una famiglia di musicisti, tra i quali suo cugino Michel Forqueray (1681-1757), suo figlio Jean-Baptiste Forqueray (1699-1782) e Nicolas-Gilles Forqueray (1703-1761), cugino di Jean-Baptiste. 
Il padre di Antoine era violista e insegnante di danza. Con ogni probabilità Antoine ricevette i primi rudimenti di musica proprio dal padre, rudimenti che assimilò in fretta, tanto da essere considerato un bambino prodigio, esibendosi in concerto per il re Luigi XIV, il quale pagò al giovane Forqueray lezioni di musica più approfondite. Nel 1689, a soli 18 anni, venne nominato musicista ordinario della camera del re. Suonò spesso per intrattenere il sovrano durante i pasti e durante gli incontri con gli ambasciatori stranieri. Forqueray ebbe, fra i suoi allievi, Filippo II di Borbone-Orléans e suo figlio Luigi.
Nel 1697 sposò Henriette-Angélique Houssu, figlia di un organista e lei stessa clavicembalista. Il matrimonio terminò con la separazione nel 1710. Nel 1730 Forqueray si ritirò a Mantes-la-Jolie, dove morì nel 1745. Durante la vita non pubblicò nulla, dicendo che imparare da pagine stampate era cosa per musicisti pigri. 
Suo figlio Jean-Baptiste pubblicò una raccolta di 32 pezzi per viola da gamba e basso continuo composti da suo padre, accompagnati da trascrizioni per tastiera. Insieme a Marin Marais, Antoine Forqueray era considerato dai suoi contemporanei come uno dei maggiori virtuosi della viola da gamba. Notevole fu anche la sua capacità di improvvisazione.
Il titolo "La Forqueray" è stato utilizzato da cinque musicisti per intitolare alcuni brani in onore di Antoine Forqueray: François Couperin, Jean-Philippe Rameau, Josse Boutmy ("La Forcroy"), Jacques Duphly ed Antoine Forqueray stesso.